# Tramwaje w Gocie

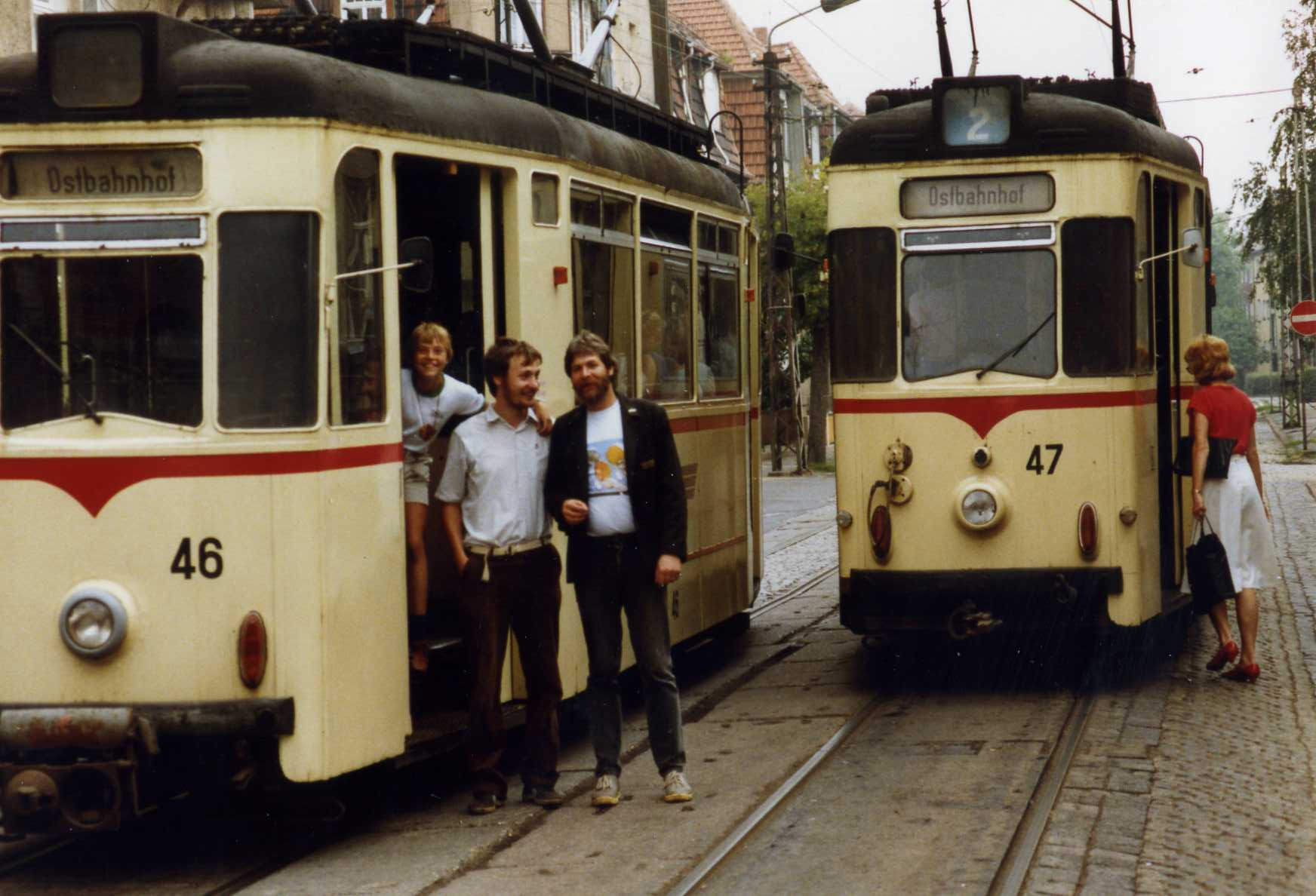
Dwa tramwaje Gotha T57 w 1989

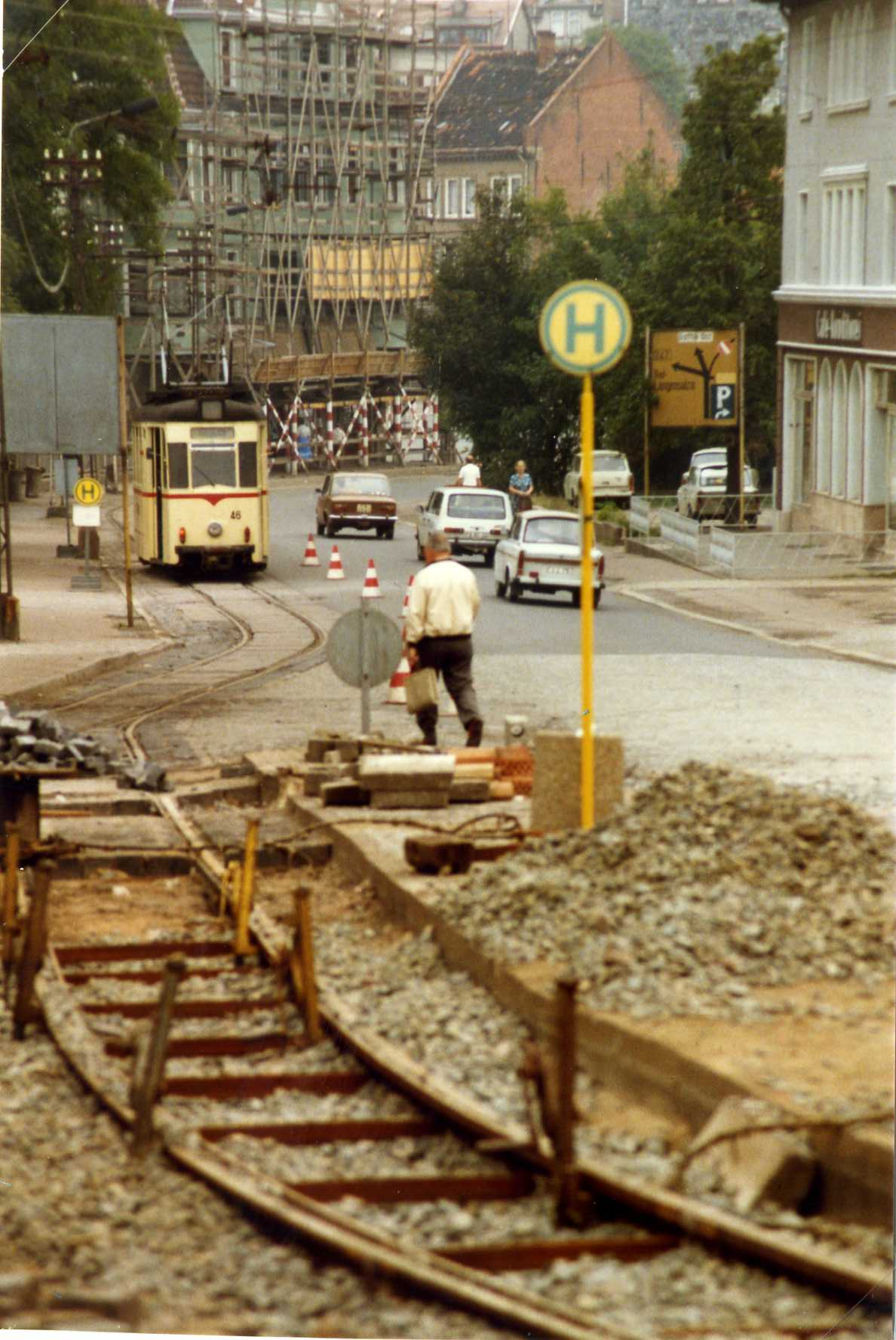
Remont torowiska w sierpniu 1989

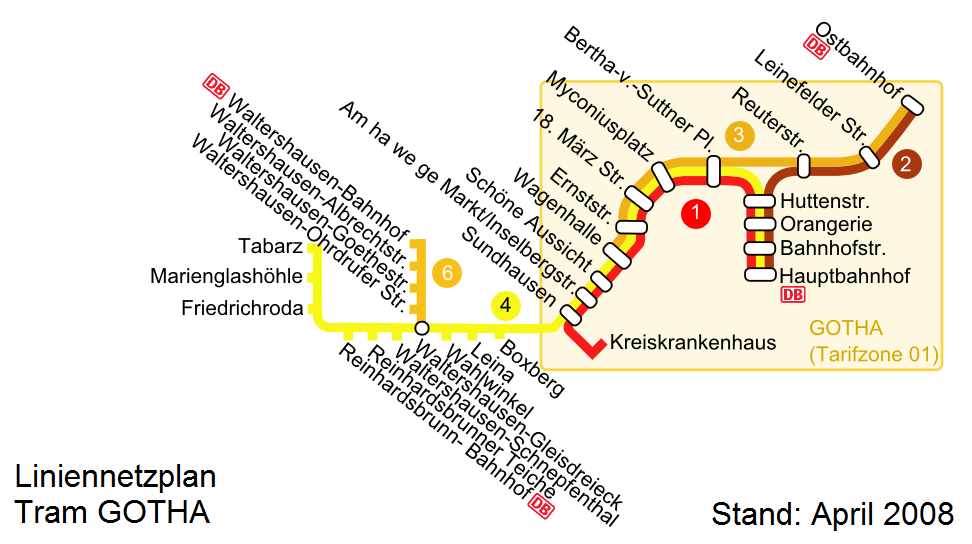
Schemat sieci tramwajowej

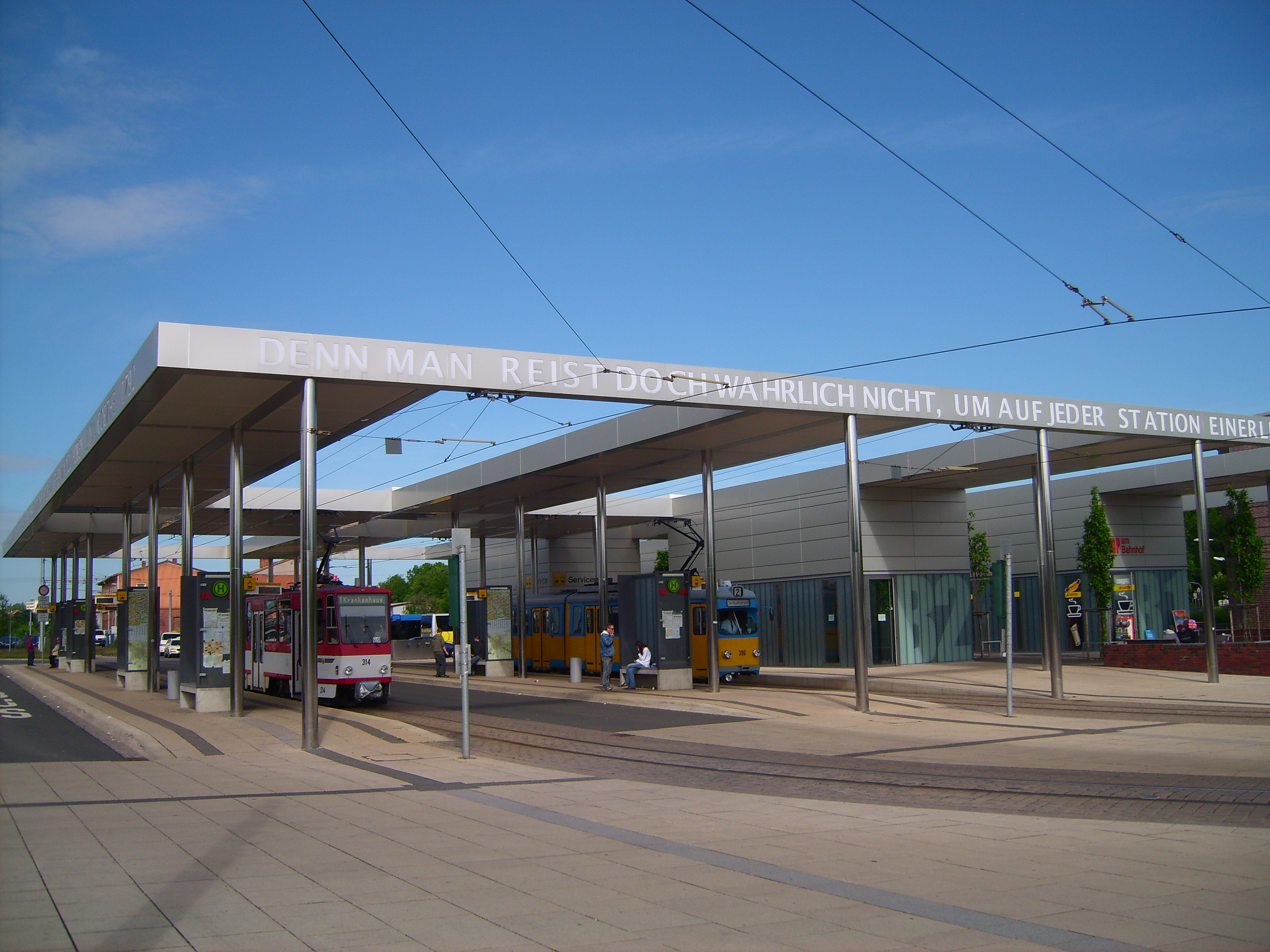
Pętla tramwajowa i autobusowa przy głównym dworcu kolejowym

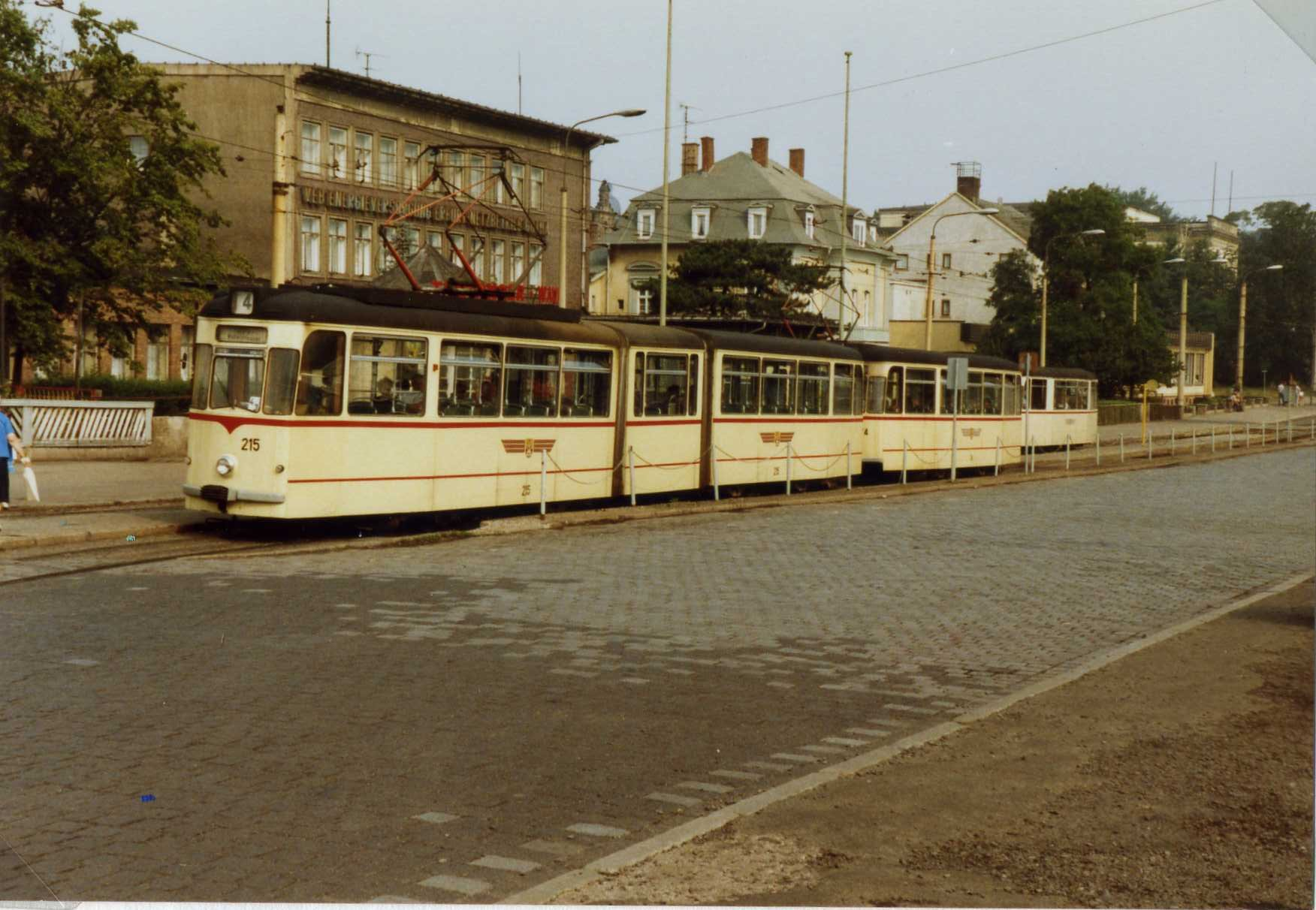
Tramwaj GT4-215

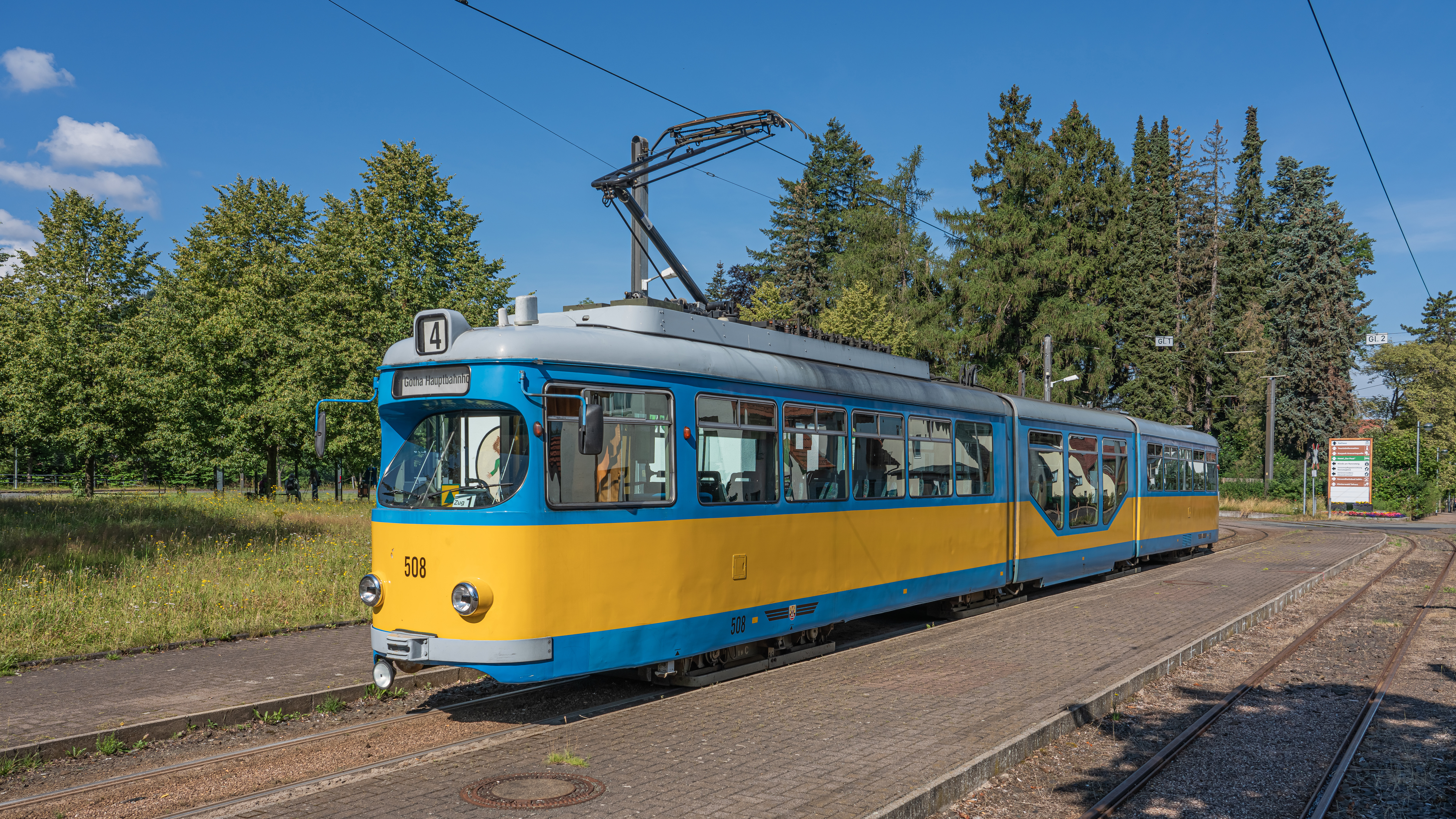
Tramwaj GT6-508

Tramwaje w Gocie – system tramwajowy funkcjonujący w niemieckim mieście Gotha.

## Historia

### 1880 – 1949
W 1880 prowadzono wstępne negocjacje dotyczące budowy linii tramwajowej od dworca kolejowego do centrum miasta. Pierwszą linię tramwajową (Bahnhof – Waltershäuser Straße / Ecke Cosmarstraße) w Gocie o długości 2,7 km otwarto 2 maja 1894. Linię obsługiwała spółka Elektrizitätswerk und Straßenbahn AG. 3 stycznia 1896 wydłużono linię o niecałe 400 m z Waltershäuser Straße / Ecke Cosmarstraße do Dorotheenstraße. W 1900 planowano 9 linii tramwajowych:
- 1: linia okólna
- 2: Gotha – Siebleben (szpital)
- 3: Gotha – Hauptfriedhof
- 4: Gotha – Waltershausen – Großtabarz
- 5: Gotha – Ülleben
- 6: Großtabarz – Schwarzhausen oraz odgałęzieniem ze Schwarzhausen doSchmerbach
- 7: Gotha – Günthersleben – Wechmar
- 8: Gotha – Hauptfriedhof – Remstädt – Goldbach
- 9: Gotha – Hauptfriedhof – Ostbahnhof – Friemar – Molschleben – Bienstädt – Töttelstädt

15 maja 1902 wybudowano przedłużenie linii: Dorotheenstraße – Reinhardsbrunner Straße – Parkstraße. Na tej końcówce wybudowano pętlę zamiast mijanki. W 1910 rozpoczęto negocjacje w sprawie budowy linii do Bad Tabarz. 16 października 1911 otwarto linię Arnoldiplatz – Friedhof o długości 1,54 km. 21 listopada 1911 podpisano umowę na budowę linii do Tabarzu. W 1912 eksploatację tramwajów i elektrowni przejęła spółka „Thüringer Elektrizitäts-Liefergesellschaft” (ThELG), która była zależna od „Electrizitäts Actien Gesellschaft” (EAG). 27 grudnia 1913 otwarto działającą do dzisiaj zajezdnię tramwajową. 4 czerwca 1914 rozpoczęto budowę linii tramwajowej do Tabarzu oraz do Waltershausen. 17 lipca 1929 otwarto linię do Tabarzu o długości 21,7 km i odnogę Gleisdreieck – Waltershausen o długości 2,4 km. 6 lutego 1945 wstrzymano ruch tramwajów z powodu nalotów bombowych i wyrządzonych przez nie zniszczeń. Ruch wznowiono 16 września na dwóch trasach: Hauptbahnhof – Ernststraße i Arnoldiplatz – Ostbahnhof. W lipcu 1946 wznowiono ruch na z Gothy w kierunku Tabarzu, jednak dopiero 30 października 1947 wznowiono ruch na całej linii do Tabarzu i Waltershausen.

### 1950 – 1989
3 kwietnia 1950 wznowiono ruch na trasie Arnoldiplatz – Friedhof. 23 czerwca 1956 uruchomiono linię Ernststraße – Wagenhalle Waltershäuser Straße. 1 października 1958 wprowadzono numerację linii. Wówczas układ linii był następujący:
- 1: Hauptbahnhof – Waltershäuser Straße (4,0 km)
- 2: Arnoldiplatz – Ostbahnhof (1,6 km)
- 3: Arnoldiplatz – Friedhof (1,38 km)
- 4: Gotha Hauptbahnhof – Tabarz / Waltershausen (21,7 km / 16,6 km)

7 października 1962 wybudowano pętlę na końcówce Waltershäuser Straße. Kolejną pętlę oddano do eksploatacji 15 maja 1964 przy głównym dworcu kolejowym. 20 grudnia 1966 otwarto pętlę Tabarz. 16 listopada 1968 linia nr 3 zmieniła swoją dotychczasową trasę na nową: Huttenstraße – Hauptfriedhof. 7 października 1969 na końcówce Ostbahnhof wybudowano pętlę. Także tego dnia linię nr 2 wydłużono do końcówki Hauptbahnhof. 1 listopada 1971 otwarto nową końcówkę w postaci pętli w Waltershausen: Waltershausen Bahnhof. Od 29 marca do 23 maja 1985 remontowano pętlę przy głównym dworcu kolejowym. 1 lipca 1985 zlikwidowano linię nr 3, którą zastąpiła linia autobusowa, która kursowała na trasie: Busbahnhof – Mohrenstraße – Langensalzaer Straße – Hauptfriedhof. W dniach 10–31 października 1987 w kilometrze 6,4 na linii do Tabarzu używano do remontu podbijarkę „UNIMA”. W 1988 zlikwidowano ruch towarowy na linii do Tabarzu. Przez całe lata 80. XX w. na całej sieci przeprowadzano liczne remonty torowisk.

### Po 1990
W 1990 operator zmienił nazwę na VEB Thüringerwaldbahn und Straßenbahn Gotha. W 1990 i w latach 90. XX w. kontynuowano wymianę torowisk. Także w tym roku korzystano 3 krotnie z podbijarek torowych. 2 maja 1994 przypadło 100-lecie tramwajów w Gocie i z tej okazji uruchomiono historyczne tramwaje. W pierwszej połowie lat 90. XX w. rozpoczęto modernizację zajezdni tramwajowej. 5 sierpnia 1996 rozpoczęto remontować tory na terenie zajezdni. 4 września 2000 rozpoczęto budowę linii do Kreiskrankenhaus. 2 lutego 2002 rozpoczęto próbne jazdy do końcówki Kreiskrankenhaus. 22 marca 2002 wydłużono linię nr 1 do nowej końcówki Kreiskrankenhaus.
W Gocie działa Verein Gothaer Straßenbahnfreunde e.V.

## Zajezdnia
Pierwsze plany budowy zajezdni przy Waltershäuser Str. powstały w 1899 r. Jednak dopiero 27 grudnia 1913 otwarto zajezdnię. Początkowo wjazd do zajezdni był możliwy wyłącznie od strony centrum jednak wraz z oddaniem do eksploatacji linii do Tabarzu w 1929 wybudowano wyjazd z zajezdni także w tym kierunku. Na terenie zajezdni znajdują się dwie hale: jedna z siedmioma torami, a druga z pięcioma. Obecnie cała zajezdnia jest modernizowana.

## Linie
Obecnie w Gocie istnieje 5 linii tramwajowych:
| Numer linii | Trasa                                  |
| ----------- | -------------------------------------- |
| 1           | Gotha: Hauptbahnhof – Kreiskrankenhaus |
| 2           | Gotha: Hauptbahnhof – Ostbahnhof       |
| 3           | Gotha: Wagenhalle – Ostbahnhof         |
| 4           | Gotha – Bad Tabarz                     |
| 6           | Waltershausen – Gleisdreieck           |

## Tabor
1 marca 1965 wprowadzono do eksploatacji 6 (201−206) tramwajów typu GT4 na linii 1. Dwa lata później 20 stycznia 1967 wagony skierowano na linię podmiejską. Dodatkowo na tę linię zostały skierowane nowe tramwaje o nr 210−216, a wagony o nr 207−209 zostały skierowane na linię nr 1. 7 października 1969 wprowadzono do eksploatacji tramwaje typu T2D o nr 34−37. 1 listopada 1988 wprowadzono do regularnej eksploatacji pierwsze 4 (301−304) tramwaje serii Tatra KT4D. 30 czerwca 1991 wprowadzono do eksploatacji 6 tramwajów Düwag GT6 sprowadzone z Mannheim. W kwietniu 1992 po raz ostatni na linie wyjechały tramwaje dwuosiowe. W listopadzie 1994 dostarczono pierwszy tramwaj GT6 z Bochum. 16 lipca 1998 zakończono modernizację pierwszego Tatra KT4D (nr 304). 22 listopada 1998 dwa zmodernizowane wagony (303 i 304) zostały wprowadzone do eksploatacji na linii nr 4. Od 31 marca 1999 rozpoczął eksploatację kolejny zmodernizowany wagon o nr 301. 6 stycznia 2000 wprowadzono do eksploatacji czwarty zmodernizowany wagon Tatra KT4D o nr 306. 6 kwietnia wprowadzono do eksploatacji kolejny tramwaj po modernizacji o nr 302. 3 kwietnia 2002 zezłomowano tramwaje o nr 40, 502, 507, 579, 590. 10 stycznia 2006 dostarczono do Gothy 3 (541, 545, 553) tramwaje KT4D z Erfurtu. Kolejne trzy wagony (542, 543, 549) dostarczono w maju. Obecnie w eksploatacji znajdują się 23 wagony:
- Tatra KT4D – 9 wagonów (307, 308, 309, 311, 313, 314, 316, 317, 319)
- Tatra KT4DC (wagony po modernizacji przeprowadzonej w Gocie) – 6 wagonów (nr 301, 302, 303, 304, 305, 306), i 3 z Erfurtu (nr 310, 312, 315)
- Düwag GT6 – 5 wagonów (nr: 318, 324, 395, 396, 442)

Tabor muzealny składa się z 5 wagonów silnikowych, wszystkie tramwaje muzealne wyprodukowała firma Gothaer Waggonfabrik:
- T1 – produkcja w latach 1928–1929 (nr 56)
- Gotha T57 – produkcja w latach 1955–1963 (nr 43, 47)
- Gotha GT4 – produkcja w latach 1965–1967 (nr 215)
- Gotha ET55 – produkcja w 1955 (nr 39)

Muzealne wagony doczepne:
- Gotha B57 (nr 93)
- wagon doczepny wyprodukowany w 1928 do wagonu T1

Tabor techniczny składa się z 3 tramwajów wyprodukowanych w Gocie.